# Euryglossina
Euryglossina is een geslacht van vliesvleugelige insecten uit de familie Colletidae.

## Soorten
- E. angulifacies Exley, 1968
- E. argocephala Exley, 1968
- E. atomaria (Cockerell, 1914)
- E. atra Exley, 1968
- E. aurantia Exley, 1969
- E. bowenensis Exley, 1968
- E. cardaleae (Exley, 1968)
- E. clypearis (Exley, 1980)
- E. cockerelli Perkins, 1912
- E. cornuta (Cockerell, 1929)
- E. crococephala Exley, 1968
- E. darwiniensis (Exley, 1974)
- E. doddi (Exley, 1968)
- E. douglasi Exley, 1968
- E. flaviventris Cockerell, 1916
- E. flavolateralis Michener, 1965
- E. fuscescens Cockerell, 1929
- E. gigantica (Exley, 1974)
- E. gigantocephala Exley, 1968
- E. gilberti (Cockerell, 1910)
- E. glauerti (Rayment, 1934)
- E. glenmorganensis Exley, 1968
- E. globuliceps (Cockerell, 1918)
- E. gracilis Exley, 1968
- E. grandigena Exley, 1968
- E. haemodonta Exley, 1969
- E. healesvillensis Exley, 1968
- E. hypochroma Cockerell, 1916
- E. incompleta (Exley, 1974)
- E. intermedia Michener, 1965
- E. kellyi Exley, 1968
- E. leucognatha (Exley, 1974)
- E. leyburnensis Exley, 1983
- E. lobiocula Exley, 1968
- E. lynettae (Rayment, 1955)
- E. macrostoma (Cockerell, 1929)
- E. megalocephala Exley, 1968
- E. melanocephala Exley, 1968
- E. melanognatha (Exley, 1980)
- E. mellea (Cockerell, 1929)
- E. micheneri Exley, 1968
- E. minima (Cockerell, 1910)

- E. moonbiensis (Exley, 1968)
- E. mutica (Cockerell, 1912)
- E. narifera (Cockerell, 1915)
- E. neominima (Exley, 1974)
- E. nigra Exley, 1968
- E. nothula (Cockerell, 1922)
- E. oenpelli (Exley, 1982)
- E. perkinsi Michener, 1965
- E. perpusilla (Cockerell, 1910)
- E. philoxantha Cockerell, 1929
- E. polita Exley, 1968
- E. proctotrypoides Cockerell, 1913
- E. proserpinensis Exley, 1968
- E. pseudoatomaria Exley, 1968
- E. psilosoma Exley, 1968
- E. pulcherrima Exley, 1968
- E. pulchra Exley, 1968
- E. scapata (Exley, 1980)
- E. semipurpurea (Cockerell, 1910)
- E. storeyi Exley, 1976
- E. stygica Exley, 1968
- E. subnothula (Cockerell, 1929)
- E. sulcata Exley, 1968
- E. townsvillensis Exley, 1968
- E. tuberculata (Exley, 1980)
- E. walkeri (Exley, 1980)
- E. weiri (Exley, 1974)
- E. xanthocephala Exley, 1968
- E. xanthogena (Rayment, 1935)